# Hinako Sugiura
Pour les articles homonymes, voir Sugiura (homonymie).
Hinako Sugiura (杉浦 日向子, Hinako Sugiura) née Junko Suzugi (鈴木 順子, Suzugi Junko) le 30 novembre 1958 à Tokyo au Japon, morte le 22 juillet 2005, est une mangaka et une historienne japonaise. En tant qu'historienne, elle était spécialisée dans la vie et les coutumes du Japon de l'ère Edo. 

## Biographie
Hinako Sugiura naît le 30 novembre 1958 dans le quartier de Minato-ku à Tokyo au Japon. Elle grandit dans une famille de fabricants de kimonos. Elle s'intéresse beaucoup à l'histoire et aux traditions. Après sa scolarité, elle interrompt ses études pour aller travailler auprès de Shisei Inagaki, écrivain bien établi et consultant sur le Japon de l'époque d'Edo. En 1980, Hinako Sugiura publie son premier manga, Tsugen Muro no Ume, dans la revue Garo : son histoire se déroule à cette époque. En 1984, elle reçoit le  Japan Cartoonists' Association Award. En 1988, elle se marie, mais cette tentative se solde par un divorce six mois plus tard. Sugiura poursuit son œuvre de mangaka. En 1988, elle reçoit le Bunshun Manga Award. 
En 1993, elle met fin à sa carrière de mangaka et se consacre à l'écriture de livres sur la période Edo. Elle apparaît aussi régulièrement dans les médias japonais comme consultante sur ce sujet. 
Elle meurt le 22 juillet 2005.